# Aleksandr Ilinski
Aleksandr Ilinski   (Puixkin, 24 de gener de 1859 - Moscou, 23 de febrer de 1920), nom complet amb patronímic Aleksandr Aleksàndrovitx Ilinski, rus: Алекса́ндр Алекса́ндрович Ильи́нский, fou un professor i compositor de música rus, més conegut per la Cançó de bressol, opus 13 núm. 7 de la seva suite orquestral Noure i Anitra, i per l'òpera en 4 actes La font de Bakhtxissarai, basada en el poema homònim de Puixkin.

## Biografia
A Viena fou deixeble de Salieri i Knauer, va escriure algunes obres molt estimables del gènere religiós, entre elles dues grans Misses, un Tedèum, un Miserere, salms, una Missa a capella, etc. També va compondre obertures, vuit Quartets per a instruments d'arc, dos Concerts per a piano, lieder, sobre textos francesos, i una gran aria di bravura per a la famosa Angelica Catalani.
En la seva joventut va servir a la guàrdia del tsar de Rússia, i a la diplomàcia fou, a més el 1853 conseller privat, senador, camarlenc etc.
Aquest il·lustre músic va cultivar també la poesia francesa, havent publicat en aquest idioma les col·leccions poètiques: Les réves d'áme; Le solitaire de Colonna (París, 1835) i Brises d'automne (París, 1850). A més va escriure, la novel·la Elmira.